# Tsjervone
Tsjervone (Oekraïens: Червоне) is een dorp in Oekraïne in de oblast Transkarpatië in de rajon Oezjhorod.
Het dorp is ontstaan in de periode dat het gebied werd afgesplitst van Hongarije en in handen kwam van het nieuw gevormde Tsjecho-Slowakije.
Het bewind uit Praag besloot om een nieuw dorp te stichten in de voornamelijk door Hongaren bewoonde streek langs de rivier de Tisza.
Anno 2001 woonden er in het dorp 869 personen, waarvan 126 Hongaren.